# عضلة حنكية لسانية
العضلة الحنكية اللسانية Palatoglossus muscle هي إحدى عضلات اللسان الخارجية.

## منشأ العضلة
تنشأ العضلة من السطح الأمامي للحنك الرخو (Soft Palate).

## مرتكز العضلة
ترتبط العضلة بظهر اللسان وحافته. وبعض ألياف العضلة تتدخل مع ألياف العضلة المستعرضة اللسانية.

## تعصب العضلة
تُعصب هذه العضلة من الضفيرة البلعومية المتفرعة من العصب المبهم (Pharyngeal branch of Vagus nerve).

## وظيفة العضلة
تقوم العضلة على رفع اللسان وتغلق البرزخ الفموي البلعومي (oropharyngeal isthmus). كما أنها تساعد في البلع.